# Гејл Пејџ
Гејл Пејџ (енгл. Gale Page; Спокен, 29. јул 1913 — Санта Моника, 8. јануар 1983) је била америчка глумица.

## Филмографија
| Улоге Гејл Пејџ |               |               |       |          |
| Година          | Српски назив  | Изворни назив | Улога | Напомена |
| 1940.           | Они возе ноћу |               |       |          |